# 浙江省人民医院

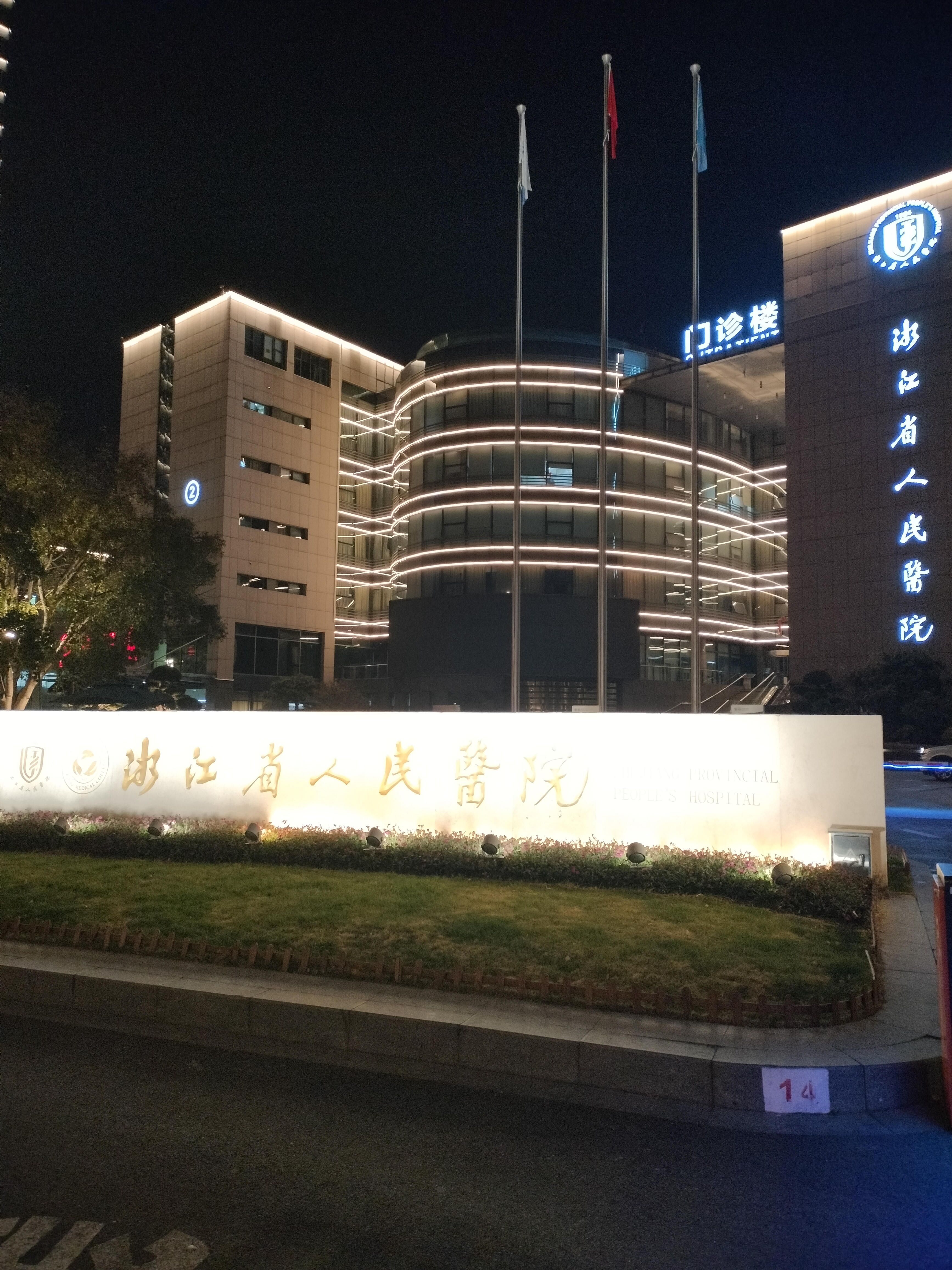
朝晖的浙江省人民医院

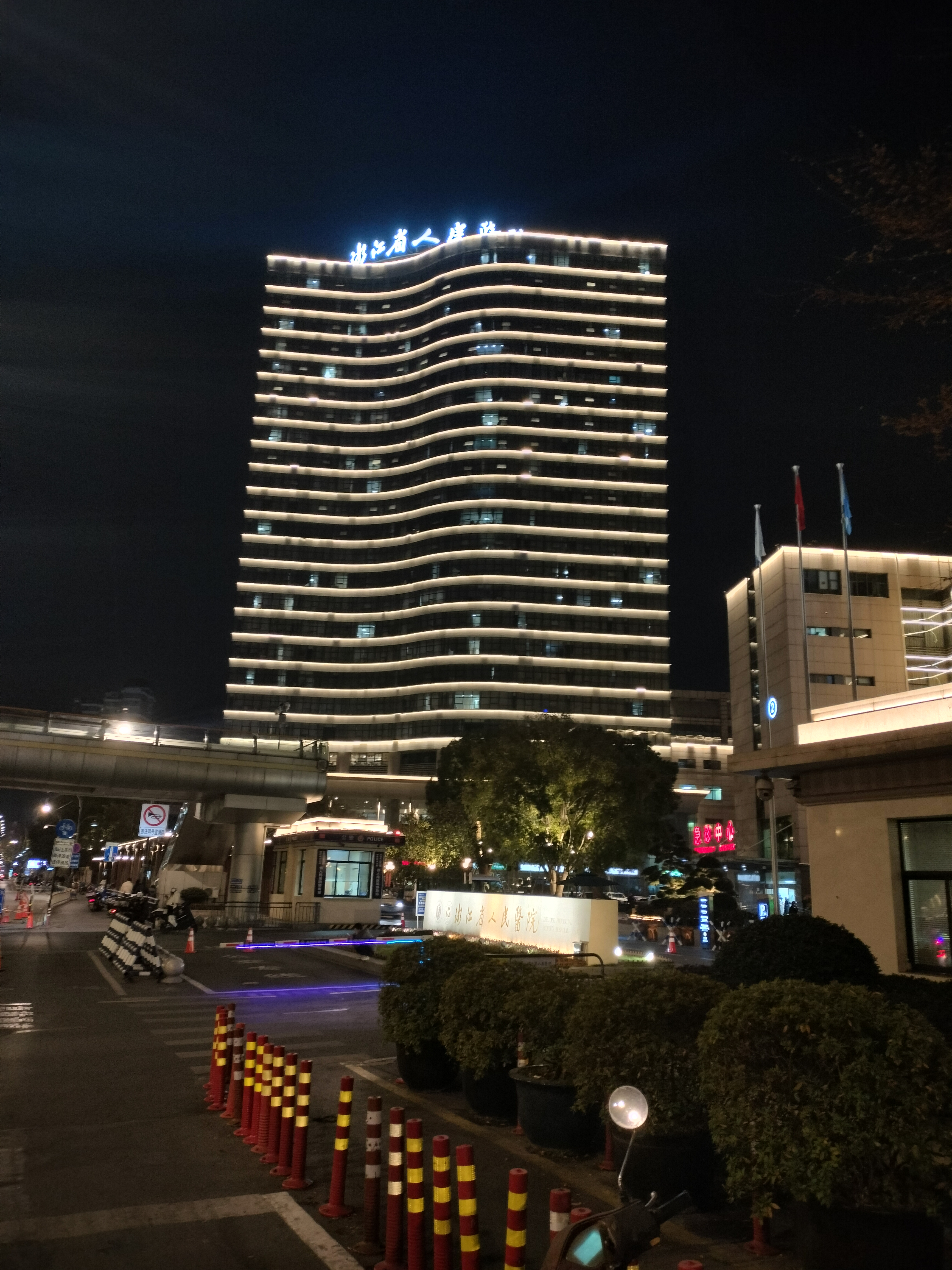
浙江省人民医院1号楼

浙江省人民医院是位于杭州市拱墅区的一家三级甲等医院，1984年12月28日建立，隶属于浙江省卫健委。医院为杭州医学院的直属附属医院（2016年加挂杭州医学院附属人民医院的牌子），同时还是浙江大学医学院等医学院校的教学医院。

## 概况
医院有朝晖和望江山两个院区，占地面积18.6万平米，医疗用房20万平米，核定2000张床位。职工2200余人，其中400人具有高级职称，博士和硕士者350余人。
朝晖院区位于杭州市上塘路158号（原下城区朝晖四区），现任院长为黄东胜。
2006年1月，省人民医院与浙江省望江山疗养院（1961年建立）合并重组成立了省人民医院望江山院区，地址位于转塘街道望江山1号。
此外目前还有滨江、富阳、绍兴越城三个在建院区。

## 实力
- 1个省级重点学科群：微创外科；
- 8个省级重点学科：心胸外科、普外科、微创外科、危重病医学（ICU）、放射科、胃肠外科、临床检验学、临床病理学；
- 2个省部级重点实验室：浙江省胃肠病学重点实验室、浙江省器官移植重点研究实验室（心脏移植分室）；
- 6个卫生部首批内镜诊疗技术培训基地：普外科内镜、妇科内镜、骨关节内镜、泌尿内镜、消化内镜、先心介入治疗；
- 4个学科群：移植、微创、放射介入治疗、急危重病救治。

近年来获得省部级科研成果一等奖2项，多项二等奖、三等奖。

## 医学指导中心
- 浙江省急救指挥中心
- 浙江省医学检查诊疗中心PET-CT分中心
- 浙江省医疗救援应急平台
- 浙江省腔镜（内镜）质控中心
- 浙江省临床检验中心
- 浙江省临床介入放射治疗中心
- 浙江省糖尿病防治中心
- 浙江省放射质控中心
- 浙江省超声医学专业岗位培训中心
- 浙江省临床检验岗位培训中心
- 浙江省康复医学质控中心
- 浙江省防盲指导中心

## 荣誉
- 1989年，被浙江省卫生厅授予省文明医院称号
- 1993年，通过国家三级甲等医院评审
- 1998年，被评为全国百佳医院
- 1999年，被评为全国卫生系统先进集体
- 2004年，通过国家三级甲等医院复评
- 2004年，获杭州市文明单位称号
- 2008年，获“全国抗震救灾医药卫生先进集体”称号
- 2009年，获浙江省“省级文明单位”称号

## 交通
可乘公交3路、K3路、6路、K6路、33路、K33路、26路、K78路、K80路、K591路、814路、K206路、K274路、K276路、K618路可到达。
可乘杭州地铁1号线、3号线、19号线至西湖文化广场站F口下车。